# Sîmonivka, Novîi Buh
Sîmonivka (în ucraineană Симонівка) este un sat în comuna Vilne Zaporijjea din raionul Novîi Buh, regiunea Mîkolaiiv, Ucraina.

## Demografie
Componența lingvistică a localității Sîmonivka
     Ucraineană (81,94%)
     Rusă (13,89%)
     Belarusă (2,78%)
     Română (1,39%)
Conform recensământului din 2001, majoritatea populației localității Sîmonivka era vorbitoare de ucraineană (81,94%), existând în minoritate și vorbitori de rusă (13,89%), belarusă (2,78%) și română (1,39%).